# West Rancho Dominguez
|  | Dieser Artikel wurde aufgrund von inhaltlichen Mängeln auf der Qualitätssicherungsseite des Projektes USA eingetragen. Hilf mit, die Qualität dieses Artikels auf ein akzeptables Niveau zu bringen, und beteilige dich an der Diskussion! Eine nähere Beschreibung der zu behebenden Mängel fehlt. |

West Rancho Dominguez, ehemals West Compton, ist ein census-designated place (CDP) im Los Angeles County im US-Bundesstaat Kalifornien. Das U.S. Census Bureau hat bei der Volkszählung 2020 eine Einwohnerzahl von 24.347 ermittelt.
Die Fläche beträgt 4,2 km². Der Ort besteht hauptsächlich aus Bungalows und gehört zum Compton Unified School District sowie zum Los Angeles Unified School District.